# 柳秀
柳秀（1948年12月—），男，汉族，山西河曲人，中华人民共和国政治人物，曾任呼和浩特市人民政府市长，内蒙古自治区人大常委会副主任，第十届全国人大代表。